# جوزيف سيلي ماكالوم
جوزيف سيلي ماكالوم (22 يوليو 1945 9 يوليو 1884) كان سياسيا من ألبرتا، كندا - ولد في رينفرو، أونتاريو. انتخب مكلوم أولا إلى الهيئة التشريعية ألبرتا في الانتخابات العامة ألبرتا 1913. هزم المرشح المستقل بيتر سافاريتش بهامش واسع ومريح لكسب ولايته الأولى في منصبه. طوال حياته المهنية في المجلس التشريعي شغل منصب النائبة في الحكومة الليبرالية المحافظة.